# Kopylnik
Kopylnik – część Poznania (dwa gospodarstwa) obejmująca obszar miasta najbardziej wysunięty na południowy wschód, w osiedlu samorządowym Głuszyna. 

## Położenie
Wyizolowana część miasta leży przy gruntowej drodze (ulicy Kopylnik) z Sypniewa do Daszewic. Na granicy Poznania i gminy Mosina droga ta przekracza Kopel brodem (obok ruiny przyczółków mostowych). Na północ od Kopylnika przepływa ponadto Pietrzynka. 

## Przyroda
Obszar Kopylnika objęty jest projektem miejscowego planu zagospodarowania przestrzennego Dolina Głuszynki – część C w Poznaniu i wchodzi w skład południowo-wschodniego klina zieleni. Wysokości maksymalne w granicach 66–73 m n.p.m. występują w obrębie stosunkowo niewielkiego wzniesienia, położonego po wschodniej stronie ul. Kopylnik. W zakresie geologicznym utwory czwartorzędowe na tym terenie reprezentowane są przez wypełniające dno doliny Kopla holoceńskie torfy. W obrębie doliny miąższość tych utworów wynosi od 4 do 6 metrów. Osady holocenu reprezentowane są także przez występujące w obrębie dna doliny piaski i namuły piaszczyste, zazwyczaj o szarej barwie. Miąższość tych utworów waha się w granicach 2–5 m (miejscami może osiągać nawet 10 m). Na terenie Kopylnika stwierdzono pojedyncze bardzo stare zgryzy olszy i zapadnięte nory bobrowe. 

## Komunikacja
Do Kopylnika nie docierają żadne linie publicznej komunikacji regularnej (najbliżej znajduje się pętla Sypniewo linii autobusowej 158). Ulicą Kopylnik przebiega żółty szlak pieszy nr 3573 z Marlewa do Sypniewa. Kopel stanowi mało uczęszczany szlak kajakowy.

## Galeria

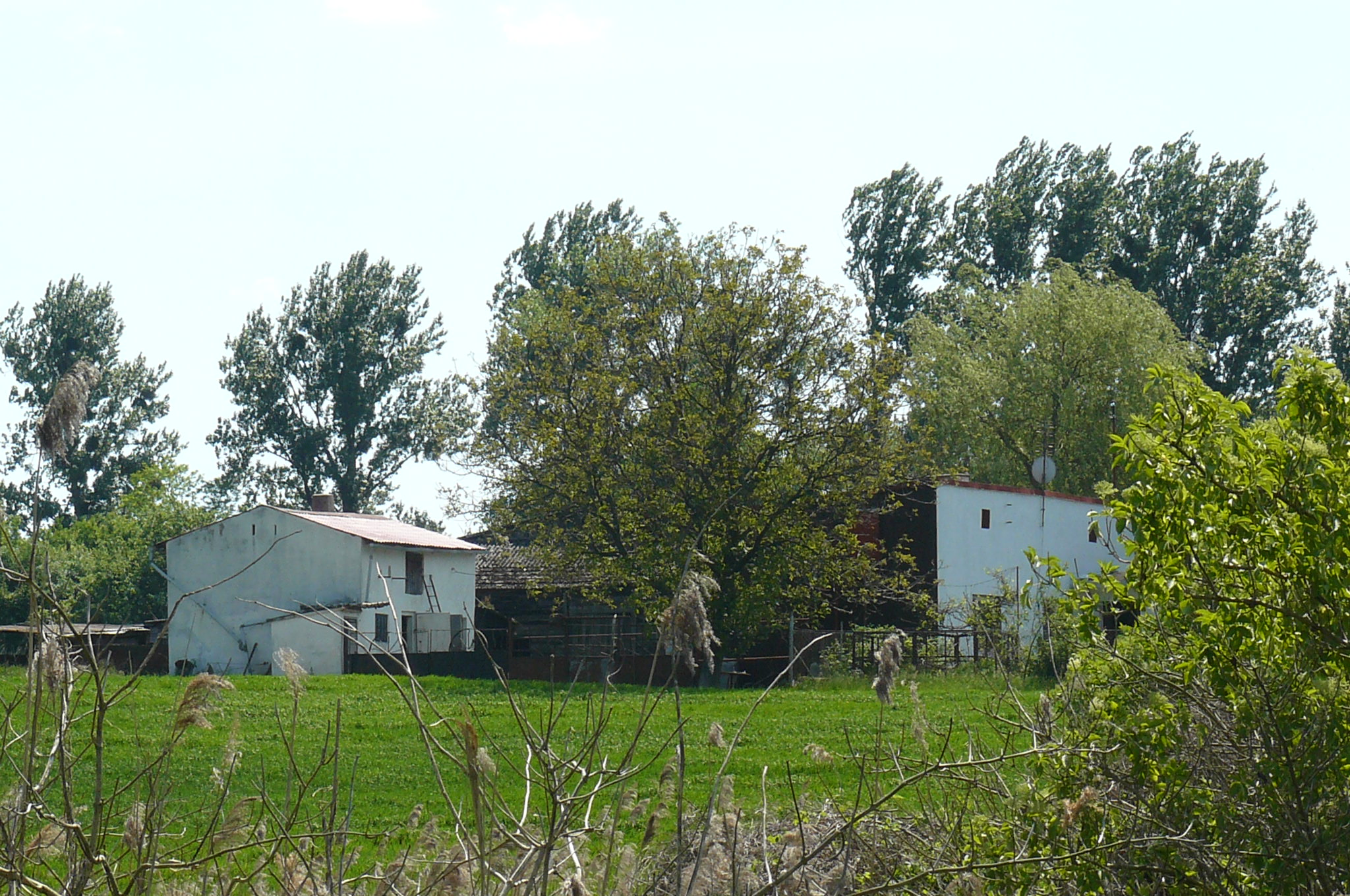
Widok od północy
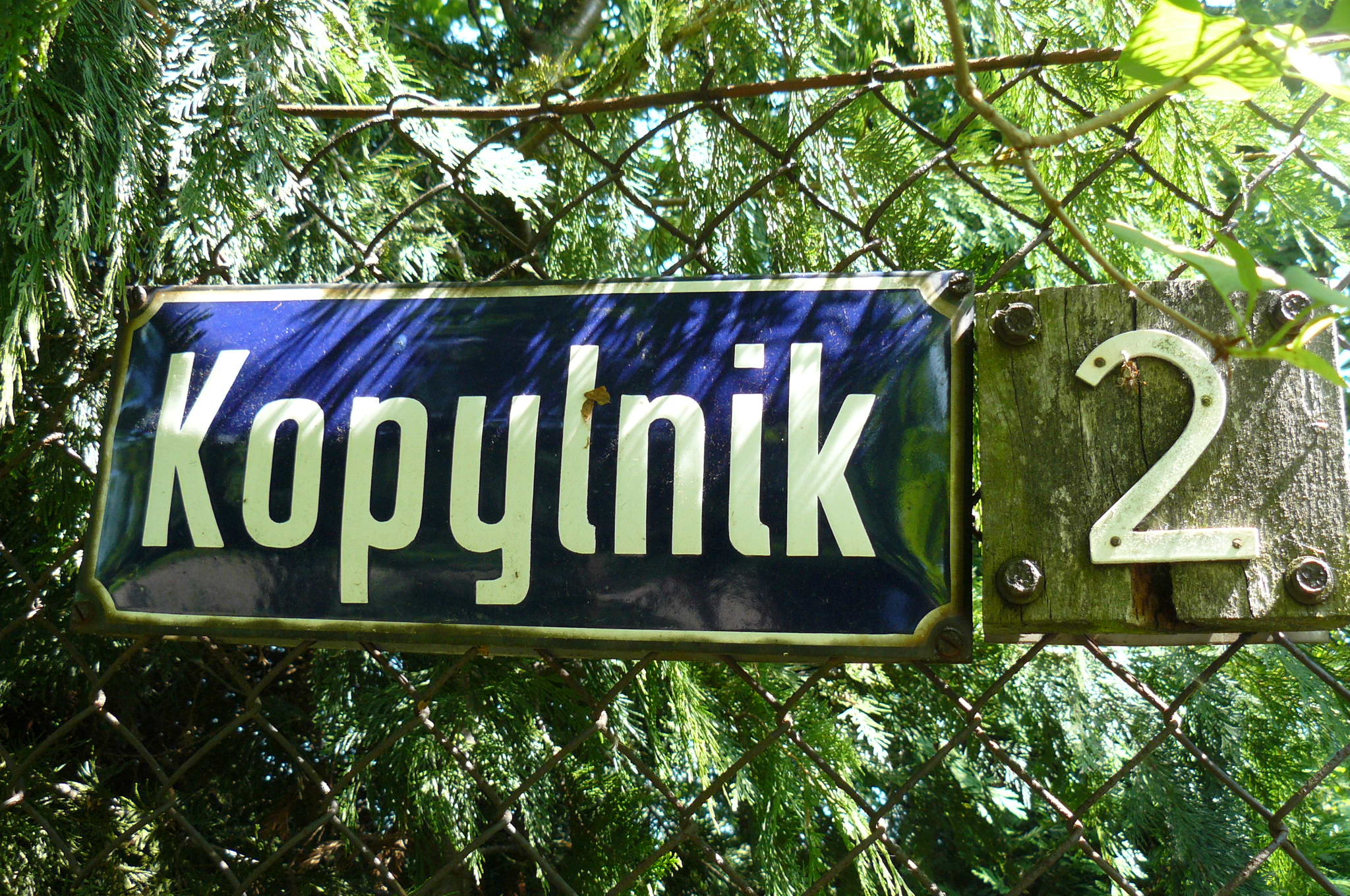
Stara tablica
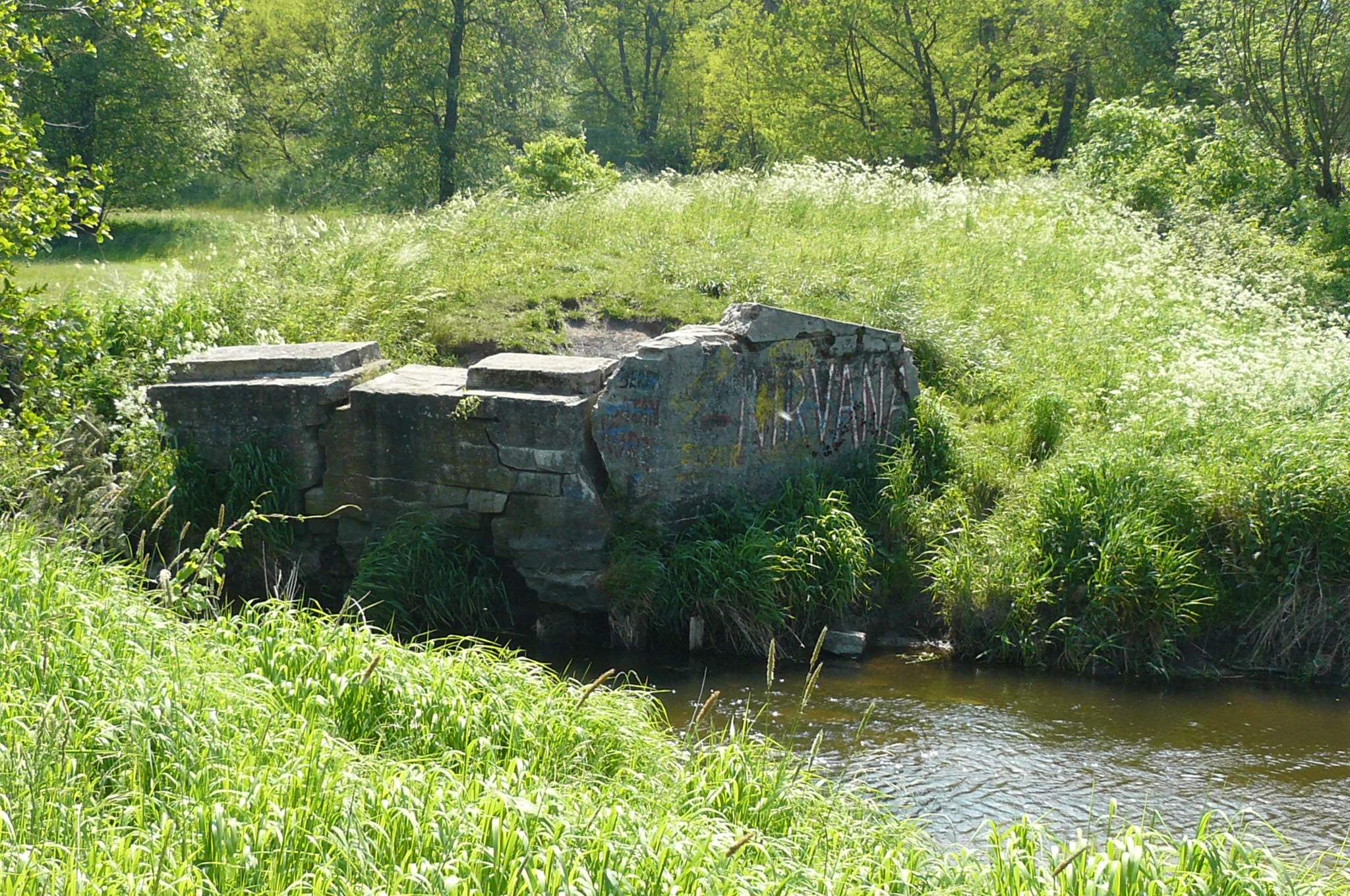
Przyczółek nad Koplem
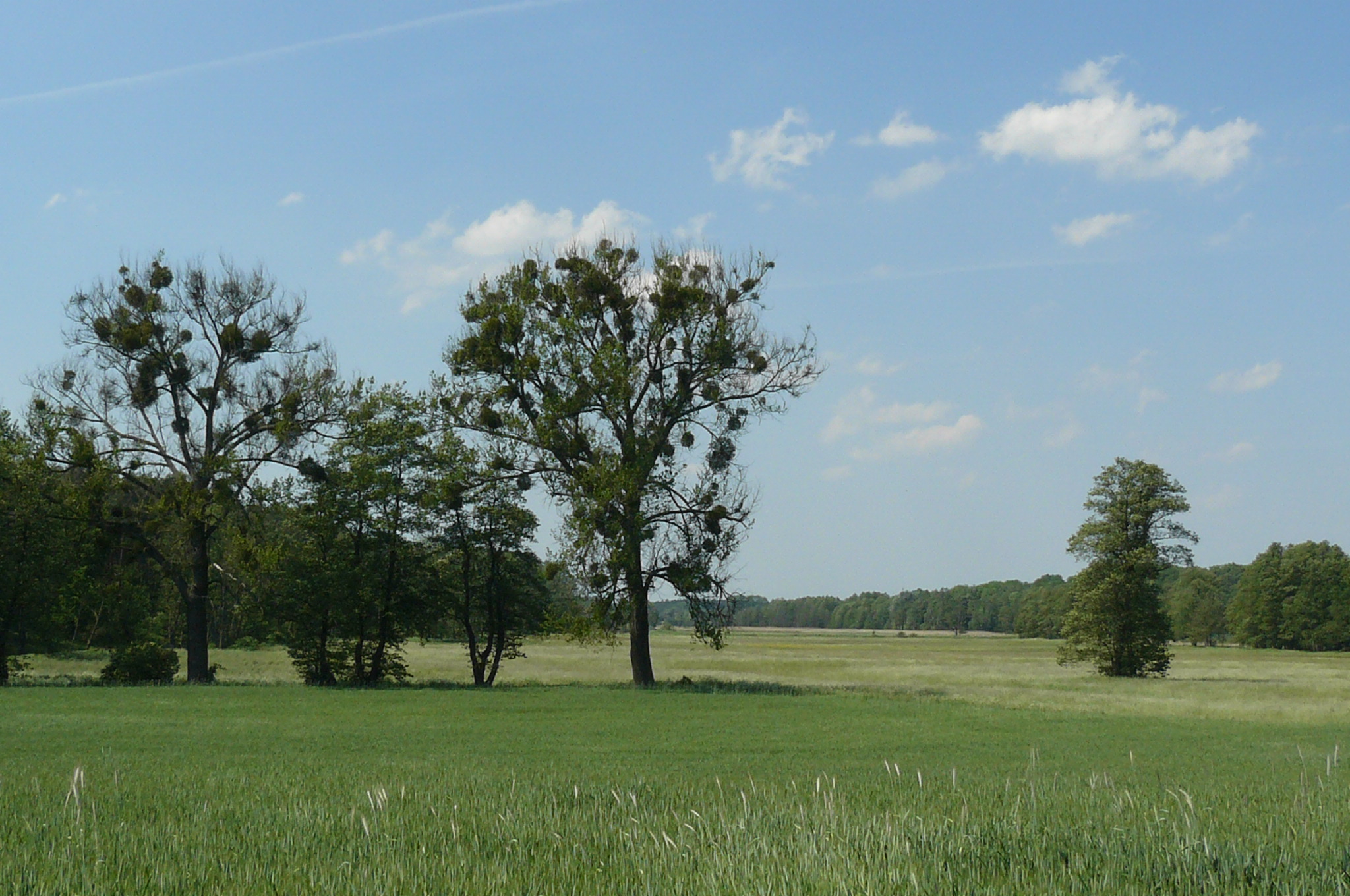
Dolina Kopla